# 古杜魯
古杜魯（Guduru 、 Kombolcha 或 Kombosha）是埃塞俄比亞西南部奧羅米亞州東沃萊加地區的小鎮，座標9°32′N 37°30′E / 9.533°N 37.500°E，海拔1,969米。根據埃塞俄比亞中央統計局2005年的人口普查資料，古杜魯人口約4,557人，其中男性2,196人，女性2,361人。